# Fucheng (Hengshui)
Der Kreis Fucheng (chinesisch 阜城县, Pinyin Fùchéng Xiàn) ist ein Kreis der bezirksfreien Stadt Hengshui in der chinesischen Provinz Hebei. Er hat eine Fläche von 692,8 km² und zählt 341.087 Einwohner (Stand: Zensus 2010). Sein Hauptort ist die Großgemeinde Fucheng (阜城镇).

## Administrative Gliederung
Auf Gemeindeebene setzt sich der Kreis aus fünf Großgemeinden und fünf Gemeinden zusammen. Diese sind:
- Großgemeinden:
  - Fucheng 阜城镇
  - Gucheng 古城镇
  - Matou 码头镇
  - Xiakou 霞口镇
  - Cuijiamiao 崔家庙镇
- Gemeinden:
  - Manhe 漫河乡
  - Jianqiao 建桥乡
  - Jiangfang 蒋坊乡
  - Dabai 大白乡
  - Wangji 王集乡